# Material (Band)
Material ist ein vom Bassisten und Produzenten Bill Laswell geführtes Musikprojekt, das 1979 als Band gegründet wurde. Zu den größten Erfolgen gehört ein Grammy Award für die Single Rockit in Zusammenarbeit mit Herbie Hancock. Auf dem Material-Album One Down wurden 1982 die ersten Aufnahmen von Whitney Houston als Solosängerin veröffentlicht.

## Material als Band
Angeregt durch den Impresario Giorgio Gomelsky suchte der Bassist Bill Laswell 1978 per Zeitungsanzeige nach Mitgliedern für eine Band, woraufhin sich die Freunde Michael Beinhorn, Fred Maher und Martin Bisi meldeten. Gemeinsam wurden sie die Hausband in Gomelskys "Zu Club" in Manhattan und später die Begleitband für das von Daevid Allen geführte Projekt New York Gong. Ein Album namens About Time erschien 1979. Im selben Jahr wurde auch mit Temporary Music 1 eine erste EP unter dem Namen Material veröffentlicht (u. a. mit Don Davis), 1980 folgte Temporary Music 2. 1981 wurden die beiden EPs gesammelt als Album Temporary Music auf Celluloid Records veröffentlicht. Der Bandname entstammte dem Titel Materialism aus dem Album von New York Gong. Martin Bisi hatte die Gruppe bereits nach der ersten EP wieder verlassen, wirkte aber hin und wieder noch als Tontechniker mit.
Gemeinsam mit den Gitarristen Sonny Sharrock und Fred Frith entstand 1981 das Album Memory Serves. Die EP Bustin' Out mit Gastsängerin Nona Hendryx wurde ein Hit in den Tanzmusik-Charts, das Titelstück war beliebt in den Discos. 1982 folgte das Album One Down, nun ohne Fred Maher. Neben Nona Hendryx war auch Whitney Houston mit ihrer ersten Solo-Gesangsaufnahme vertreten. Das von ihr interpretierte Stück Memories mit Saxophon-Soli von Archie Shepp war ursprünglich von Hugh Hopper für seine Band Soft Machine geschrieben worden, wo auch David Aellen Mitglied gewesen war. Der Kritiker Robert Christgau nannte die Material-Version eine der wunderschönsten Balladen, die man je gehört hat. Als Gitarrist wirkte auf dem Album auch Nicky Skopelitis mit, der Laswell für die folgenden Jahrzehnte begleiten sollte.

## Material als Produzenten-Team
1983 verpflichtete Herbie Hancock Laswell und Beinhorn als Produzenten für sein Album Future Shock. Die von Hancock, Laswell und Beinhorn geschriebene Single Rockit erreichte weltweit die Charts, in vielen Ländern die Top 10. 1984 gewann das Stück einen Grammy Award für die beste Instrumentaldarbietung im Bereich Rhythm & Blues. Für das von Godley & Creme produzierte Video mit Robotern von Jim Whiting gab es im selben Jahr fünf MTV Video Music Awards, u. a. für das experimentellste Video sowie in verschiedenen technischen Disziplinen. In drei weiteren Kategorien war das Video nominiert worden, u. a. für das beste Video des Jahres und den Zuschauerpreis. 1984 erschien wiederum unter Hancocks Namen das Nachfolgealbum Sound-System und 1988 schließlich Perfect Machine (ohne Beinhorn). 2001 griff Hancock für seine Album Future 2 Future wiederum auf Laswell als Koproduzenten zurück.
1984 erschien unter dem Namen Time Zone die Single World Destruction mit Afrika Bambaataa und John Lydon. Eigentlich hatte Bambaataa eine Zusammenarbeit mit Def Leppard angestrebt, aber die kannte Laswell nicht. Er schlug als Ersatz den Sänger der Sex Pistols vor.
1985 trennten sich Beinhorn und Laswell. Getrennt produzierten sie Künstler wie die Red Hot Chili Peppers, Soul Asylum, Ozzy Osbourne, Soundgarden und Marilyn Manson (Beinhorn) sowie Mick Jagger, Yoko Ono, Sly and Robbie, Public Image Ltd., Ginger Baker, Peter Gabriel, Motörhead, Ramones, Bootsy Collins und die Limbomaniacs (Laswell).

## Material als Projekt von Bill Laswell
Ab 1989 verwendete Laswell den Namen Material für verschiedene eigene Projekte, beginnend mit Seven Souls, einem Album mit Texten von William S. Burroughs. Beteiligt waren von nun an viele Musiker, mit denen Laswell auch in anderen Konstellationen arbeitete, bspw. Nicky Skopelitis und der Perkussionist Aïyb Dieng sowie Jeff Bova an den Keyboards. Zu Seven Souls wurde 1998 ein Remix-Album namens The Road to the Western Lands nachgelegt.
Weitere Alben in dieser Phase waren The Third Power (1991), u. a. mit Shabba Ranks, Herbie Hancock, Bernie Worrell, Maceo Parker und Gary Shider, Hallucination Engine (1994) mit Bootsy Collins, Jonas Hellborg und Wayne Shorter sowie 1999 schließlich Intonarumori, an dem sich u. a. DJ Disk, Lori Carson, Killah Priest sowie Rammellzee beteiligten.
Nach längerer Pause erschien mit Mesgana Ethiopia ein neues Live-Album, auf dem Laswells Frau Ejigayehu "Gigi" Shibabaw im Vordergrund steht. Die Aufnahmen entstanden im Juli 2009 in Österreich.

## Diskografie (Auswahl)
- Temporary Music (1981)
- Memory Serves (1981)
- One Down (1982)
- Seven Souls (1989)
- Live from Soundscape (1991, Live-Aufnahmen von 1981)
- The Third Power (1991)
- Live in Japan (1993, Live-Aufnahmen von 1992)
- Hallucination Engine (1993)
- The Road to the Western Lands (1998, Remixe von Seven Souls)
- Intonarumori (1999)
- Mesgana Ethiopia (2010)

### Wichtige Kollaborationen
- About Time (1979) von New York Gong
- Future Shock (1983) von Herbie Hancock
- Sound-System (1984) von Herbie Hancock
- Perfect Machine (1988) von Herbie Hancock